# Caniçada
Caniçada ist ein Ort und eine ehemalige Gemeinde (Freguesia) im Norden Portugals.

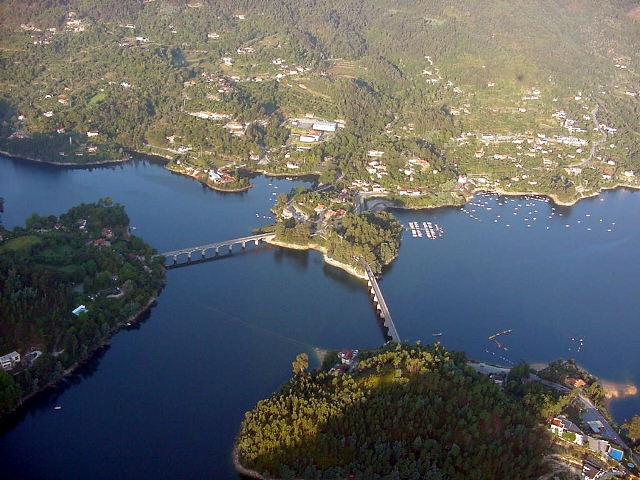
Barragem da Caniçada

Caniçada gehört zum Kreis Vieira do Minho im Distrikt Braga. Die Gemeinde hatte eine Fläche von 6,9 km² und 455 Einwohner (Stand 30. Juni 2011).
Ein Teil der Talsperre Caniçada liegt im Gebiet der Gemeinde.
Am 29. September 2013 wurden die Gemeinden Caniçada und Soengas zur neuen Gemeinde União das Freguesias de Caniçada e Soengas zusammengeschlossen. Caniçada ist Sitz dieser neu gebildeten Gemeinde.